# Stigmella aigialeia
Espèce
Stigmella aigialeia est une espèce de lépidoptères (papillons) de la famille des Nepticulidae, de la sous-famille des Nepticulinae. Elle est endémique de Nouvelle-Zélande.
La longueur de l'aile antérieure est d'environ 2 mm. Des adultes ont été observés en janvier, février, septembre et en octobre. Il y a probablement une mais possiblement deux générations par an.
Les chenilles se nourrissent sur Plagianthus divaricatus (en). Elles minent les feuilles de leur plante hôte. Des chenilles ont été observées en avril, mai et en septembre. Elles sont jaune pâle et font environ 3 mm de long. Les cocons sont faits de soie brune sur le sol.